# 一ツ橋小学校事件
一ツ橋小学校事件（ひとツばししょうがっこうじけん）とは、1988年から1989年にかけて、高知市立小学校の教諭が部落解放同盟高知市連絡協議会（解同高知市協）から人権侵害を受けた事件。高知市一ツ橋小事件とも呼ばれる。

## 経緯
1988年1月から同年4月にかけて、高知市立一ツ橋小学校の周辺の電柱などに「おしんエタせんこうしね」「一ツばしエタ先生のヒステリー」などという差別落書が発見された。そして同校には、被差別部落出身者を父親に、高知市教育委員会同和教育課長を夫に持つ女性教諭（以下、女性教諭）が勤務していた（ただし女性教諭自身は部落出身ではなかった）。これに対して解同高知市協（森田益子議長）は、高知市教育委員会と共に、この落書に書かれた教師は女性教諭であると決めつけ、"部落民としての誇りを持てば苦しみがなくなる"と同教諭に部落民宣言を強要。同教諭がこれを拒絶すると、解同側は同教諭のプライバシーに関わるビラをばら撒いた上、同教諭とその身内を"部落民なのに部落民宣言を拒む差別者である"と『解放新聞』紙上や街宣車で中傷し、同教諭とその一族の人格権を侵害した。森田はまた、同教諭が部落民宣言を行わないなら、同教諭の夫を100人の部落解放同盟員で糾弾すると脅迫したという。
1989年7月18日、同教諭は部落民宣言を強要されたことによる人格権侵害とプライバシー権侵害ならびに名誉毀損の損害賠償を求め、解同高知市協ならびに森田を高知地方裁判所に提訴。一方、解同高知市協らの側でも、同教諭がこの事件を報道機関に報じさせたことは名誉毀損にあたると主張して反訴をおこなった。
第3回口頭弁論の直前、同教諭は夫を病で失ったが、夫の通夜の晩、解同は朝倉地区解放会館で一ツ橋小学校事件の裁判劇を上演した。この劇は、解放同盟員女性の演じる女性教諭が法廷で発狂し、暴れて床を這いずり回り、解同幹部演じる裁判長から「つまみ出せ」と命じられ、警官によって法廷から引きずり出されるという内容だった。
高知地裁（裁判長・溝淵勝）は、1992年3月30日、解同の意を体した高知市教委が同教諭に「部落民宣言」を強要した事実を公に認定し、プライバシー侵害について解同高知市協ならびに森田に50万円の損害賠償と10万円の弁護士料の支払を命じた（ただし謝罪広告の要求については退けた）。一方、解同の反訴は全面棄却された。1994年8月8日、高松高等裁判所における控訴審でも女性教諭側が全面勝訴。この判決は、1997年3月14日、最高裁で確定した。

## 落書の犯人について
この事件の発端となった差別落書について女性教諭は、
1. 解同が、落書を書いた犯人の特定ではなく、書かれた者の調査のみを命じたこと。
2. 落書事件が起る前から、森田益子が女性教諭の主人に対して"妻に部落民宣言をさせよ"と要求していたこと。
3. 落書の犯人が捕まっていないにもかかわらず、解同が被害者を女性教諭と断定していること。
4. 1988年1月から同年4月にかけて3回にわたり連続発生した落書が、解同による女性教諭への部落民宣言の強要開始以降、急に止まったこと。
5. 森田益子が実行したように他人のプライバシーをビラでばら撒く行為は、発想が差別落書と共通していること。

などの根拠により、解同が解放教育の推進を目的として自ら仕組んだものと疑い、法廷でもそのように発言した。この点につき、高松高裁判決（裁判長・上野利隆）は
と述べた。

## 森田益子の発言
2012年、森田益子は自伝『自力自闘の解放運動の軌跡』（解放出版社）の中でこの事件に触れ、「仏になってもまだ（父親を─引用者註）憎まないといけないというのは、さびしい人生観だなあと今でも思います」「心豊かな人生だったとはとても思えません」「一ツ橋小事件を振り返って、私は一切自分自身が間違っていたとは思っていません」（p.241）と断言している。
なお、この自伝の中で森田は、みずからがビラや『解放新聞』や街宣車で女性教諭のプライバシーを侵害したことや裁判に全面敗訴したことには一言も触れていない。

## 部落解放同盟による評価
部落解放同盟の立場から編纂された『戦後 部落問題関係判例[解説編]』では、本事件が「一ツ橋小学校部落民宣言『強要』デッチ上げ事件」と呼ばれており、森田の行為が「『反論』ということの性格上、ある程度の限度をこえることはやむをえないであろう」と是認されている。